# Galán
Galán là một khu tự quản thuộc tỉnh Santander, Colombia. Thủ phủ của khu tự quản Galán đóng tại Galán Khu tự quản Galán có diện tích 218 ki lô mét vuông. Đến thời điểm ngày 28 tháng 5 năm 2005, khu tự quản Galán có dân số 3464 người.